# Danbury (Connecticut)
Danbury è una città degli Stati Uniti situata nella contea di Fairfield nella parte occidentale dello Stato del Connecticut, al confine con lo Stato di New York.
Al censimento del 2010 la popolazione è risultata essere di 80 893 abitanti. Il notevole incremento di popolazione degli ultimi anni è anche dovuto alla recente immigrazione dal Brasile e dall'Ecuador.
Danbury è una delle città del Connecticut che cresce più velocemente grazie ai prezzi delle proprietà immobiliari meno cari della parte meridionale della contea di Fairfield che è più vicina all'area metropolitana di New York a cui Danbury è collegata da un servizio ferroviario della Metro North.
Il soprannome Hat City (Città Cappello) è dovuto al fatto che Danbury è stata un importante centro dell'industria dei cappelli.
Il nome della città è quasi sicuramente dovuto al fatto che molti dei primi coloni erano originari del villaggio di Danbury in Essex nell'Inghilterra meridionale.

## Storia
L'insediamento di Danbury risale al 1685 quando otto famiglie arrivarono nell'area dell'odierna città provenienti dall'area delle attuali città di Norwalk e Stamford nel Connecticut meridionale. L'area di Danbury era chiamata Paquiaqe dagli indiani locali paquioquie.
Uno dei primi coloni ad arrivare, Samuel Benedict, comprò un terreno dagli indiani Paquioque nel 1685, con il fratello James, James Beebe e Judah Gregory. I coloni chiamarono in un primo tempo il loro insediamento Swampfield ma nell'ottobre del 1687 fu ufficialmente rinominato Danbury.
Durante la rivoluzione americana Danbury fu un importante deposito militare.
Nell'aprile del 1777 gli inglesi comandati dal generale William Tryon bruciarono e saccheggiarono la cittadina assieme alle vicine Fairfield e Norwalk. Il generale statunitense David Wooster fu ucciso durante la difesa di Danbury. La sedicenne Sybil Ludington, figlia del colonnello Henry Ludington cavalcò per 65 chilometri durante la notte per avvertire gli uomini di suo padre di dirigersi in soccorso di Danbury.
Il motto latino che è riportato nello stemma di Danbury è Restituimus per ricordare la distruzione della città da parte dell'esercito inglese e la sua ricostruzione. Nel 1802 Thomas Jefferson scrisse una lettera all'associazione battista di Danbury (un gruppo religioso) usando l'espressione "separazione tra stato e chiesa". Questa lettera è il primo esempio conosciuto in cui tale espressione è stata usata.
La prima fiera di Danbury si tenne nel 1821. Dal 1869 la fiera divenne un evento annuale che si è tenuto fino al 1981. Oggi sul luogo della fiera di Danbury sorge l'enorme centro commerciale Mall.
Nel 1852 la prima ferrovia raggiunse Danbury con due treni che percorrevano in 75 minuti il tragitto fino alla costa a Norwalk.
La città di Danbury fu ufficialmente costituita il 19 aprile 1889.
Nel 1902 il sindacato American Federation of Labor proclamò un boicottaggio nazionale contro il produttore di cappelli Dietrich Loewe di Danbury, che non ammetteva il sindacato nella sua fabbrica. Il produttore denunciò il sindacato ai sensi della legge antitrust "Sherman". Nel 1908 la Corte Suprema degli Stati Uniti decretò che l'azione del sindacato aveva danneggiato il produttore. Questa sentenza della corte suprema è conosciuta come il "Danbury Hatters Case".
Uno appezzamento di terreno di 60 acri (243.000 m²) vicino alla Fiera fu acquistato, nel 1928, da un gruppo di piloti locali, i quali lo affittarono alla città per realizzare un aeroporto, l'attuale aeroporto municipale di Danbury.
Il più grande lago del Connecticut, il Candlewood Lake, fu creato artificialmente a Danbury nel 1929 nel luogo dove il Wood Creek ed il Rocky River si univano in prossimità del fiume Housatonic. Il lago e la centrale elettrica che alimenta sono gestiti dalla Connecticut Light and Power Company.
Danbury nell'agosto 1988 fu votata dal periodico Money come la migliore città d'America in cui vivere per la bassa criminalità, il buon sistema scolastico e la posizione geografica.

## Infrastrutture e trasporti
La città è servita dalla linea New Haven del servizio ferroviario suburbano Metro-North Railroad.

## Cultura
Danbury è sede della Western Connecticut State University, parte dell'Università del Connecticut, fondata nel 1903.
La città vanta 3 musei: il "Danbury Museum and Historical Society" che conserva reperti della storia locale, il museo ferroviario "Danbury Railway Museum" ed il museo militare del New England meridionale.

## Mezzi di informazione

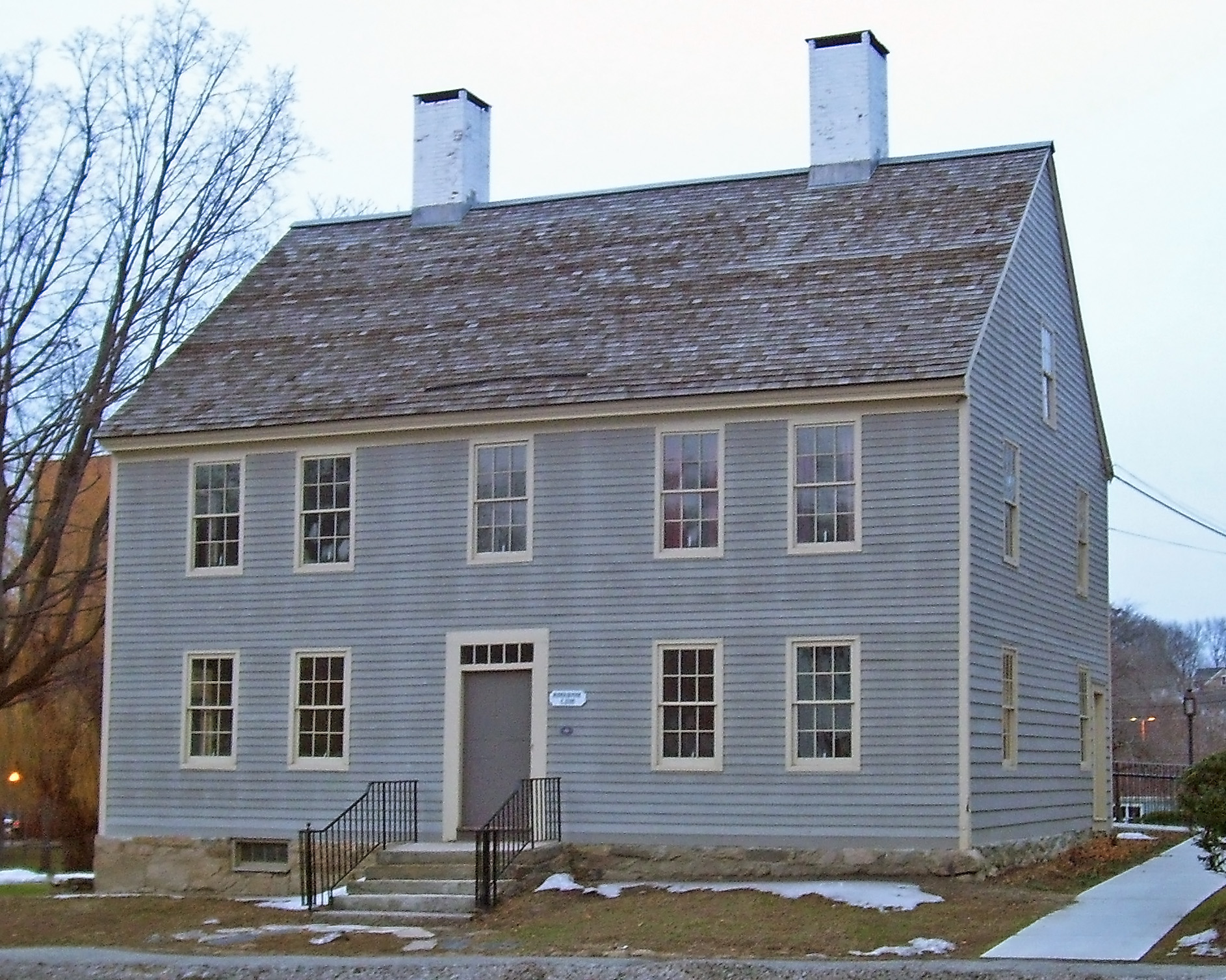
La John Rider House situata sulla Main Street di Danbury. Sede del museo storico cittadino.

La città ha un giornale quotidiano, il The News-Times, con una tiratura di circa 30 000 copie giornaliere. Il giornale è di proprietà della Community Newspaper Holdings Inc.
È inoltre servita da tre stazioni radio. La WLAD-AM, la WDAQ-FM (appartenente alla Berkshire Broadcasting Corporation) e dalla stazione radio WXCI-FM della Western Connecticut University.

## Sport

### Hockey su ghiaccio
La città ha una discreta tradizione nell'hockey su ghiaccio, in particolare a partire dal 2004, quando la locale Danbury Ice Arena venne ristrutturata ed ingrandita, passando da 750 a 3000 posti.Ddiverse squadre hanno militato in leghe professionistiche minori. I Danbury Trashers hanno militato in United Hockey League dal 2004 al 2006, per essere poi sciolti anche a causa dei problemi legali del proprietario, James Galante.
Nel 2009 fu la prima delle città ad ufficializzare che una propria squadra avrebbe preso parte alla neonata Federal Hockey League, coi Danbury Whalers. Al termine della stagione 2014-2015 i Whalers furono sfrattati dalla Danbury Ice Arena, trasferendosi a Brewster con il nome di Stateline Whalers, che tuttavia vennero sciolti prima dell'inizio della stagione. Il suo posto a Danbury venne preso dai Danbury Titans, che a loro volta scomparvero dopo due stagioni.
Nel 2019 venne fondata a Danbury una nuova squadra di FHL, i Danbury Hat Tricks, e per la prima volta una squadra professionistica femminile, le Connecticut Whalers della National Women's Hockey League.

### Calcio
La città ospita le partite dell'AC Connecticut, squadra della USL League Two, pur avendo la società sede a Newtown.

## Curiosità
Danbury diede il suo nome alla danburite, minerale che fu scoperto nei suoi pressi e che venne descritto per la prima volta nel 1839.

## Amministrazione
Sindaco Mark Boughton (R).

### Gemellaggi
- Decollatura (luogo di origine di molti immigrati italiani presenti in città)